# Język staro-wysoko-niemiecki
Język staro-wysoko-niemiecki (niem. Althochdeutsche Sprache) – najstarsza forma języka niemieckiego (750–1050).
Nazwa „staro-wysoko-niemiecki” (stwn., althochdeutsch, ahd.) składa się z elementu „staro-” o znaczeniu czasowym i „-wysoko” – o znaczeniu przestrzennym. Dialekty wysokoniemieckie (hochdeutsche Dialekte) były używane na terenie ówczesnych Niemiec środkowych i południowych, a na niżej położonych terenach północnych były używane dialekty dolnoniemieckie (niederdeutsch). Tylko na terenie dialektów wysokoniemieckich zachodziła staroniemiecka przesuwka spółgłoskowa (althochdeutsche Lautverschiebung), np. germ. holt > ahd. holz, germ. slapan > ahd. slaffan.
Język staro-wysoko-niemiecki wyodrębnił się z grupy języków zachodniogermańskich ok. 500 r. na terenie obecnej południowej i środkowej RFN w wyniku procesu zwanego drugą przesuwką spółgłoskową. Na obecnym obszarze północnych Niemiec proces ten nie miał miejsca i rozwinął się tam odrębny język dolnoniemiecki. Język staro-wysoko-niemiecki zapisywany był alfabetem łacińskim, który został jedynie nieznacznie zmodyfikowany w celu przystosowania go do staro-wysoko-niemieckiego systemu fonetycznego.
Zapożyczeniami z łaciny są obecne formy: Kloster, Kreuz, Altar, predigen, Mauer, Frucht, Wein, Straße, Fenster, Rose, kaufen.
Najstarsze zabytki języka staro-wysoko-niemieckiego sięgają połowy wieku VIII, aczkolwiek istnieje również pewna liczba napisów runicznych w starszym futharku z wieku VI.
Literatura staro-wysoko-niemiecka obejmuje przede wszystkim teksty religijne, tłumaczenia Biblii, nieliczne utwory poetyckie i użytkowe. Do najstarszych tekstów należą m.in.: Abrogans – rękopis słownika łacińsko-stwn. z VIII w., tłumaczenie na wschodniofrankoński dialekt łacińskiej wersji tekstu religijnego Syryjczyka Tacjana żyjącego w II w. (przekład powstał ok. 850 w Fuldzie), opracowanie poetyckie Otfried von Weißenburg życia i śmierci Chrystusa (Evangelienharmomie, IX w.), Pieśń o Hildebrandzie (Hildebrandslied) (IX w.), Notker der Deutsche i jego teksty (tłumaczenia z łaciny) z X–XI w. (St. Gallen obecna Szwajcaria).